# Radu Vasile
Radu Vasile (10. října 1942, Sibiu – 3. července 2013, Bukurešť) byl rumunský politik, historik a básník. V letech 1998–1999 byl premiérem Rumunska. V letech 2000–2004 byl senátorem. V letech 1989–2000 byl členem Národní zemědělské křesťanskodemokratické strany (Partidul Național Țărănesc Creștin Democrat). Pod pseudonymem Radu Mischiu publikoval i poezii.
Jako premiér čelil tzv. mineriádě (mineriadă), masivním nepokojům horníků.